# Norwegian Air International
Norwegian Air International er et flyselskab fra Irland. Selskabet er ejet af Norwegian. Oprettet i februar 2014, opererer Boeing 737-800 og Boeing 737 MAX 8 med regelmæssig service i Europa. Siden 2017 tilbyder den også tjenester mellem Europa og destinationer på østkysten i USA, herunder New York og Rhode Island.